# Víctor Niño
Víctor Niño Corredor (Paipa, 6 april 1973) is een Colombiaans voormalig wielrenner die in 2017 en 2018 reed voor Team Sapura Cycling. Hij is een broer van oud-wielrenner Libardo Niño.

## Belangrijkste overwinningen
1998
5e etappe Ronde van Guatemala
2004
11e etappe Ronde van Costa Rica
2005
12e etappe Ronde van Colombia
2e etappe Doble Copacabana GP Fides (TTT)
2006
2e etappe Doble Copacabana GP Fides
2007
4e etappe Doble Copacabana GP Fides
2009
4e etappe Vuelta a la Independencia Nacional
2011
4e etappe Ronde van Chiapas
2012
6e etappe Ronde van Taiwan

## Ploegen
- 1996 –  Glacial-Selle Italia
- 2012 –  Azad University Cross Team
- 2013 –  RTS-Santic Racing Team (tot 15-5)
- 2014 –  Start-Trigon Cycling Team (tot 15-6)
- 2014 –  RTS-Santic Racing Team (vanaf 20-6)
- 2015 –  RTS-Santic Racing Team
- 2016 –  RTS-Monton Racing Team (vanaf 1-6)
- 2017 –  Team Sapura Cycling
- 2018 –  Team Sapura Cycling

Allard · Bueken · Busk · Caseny · Castillo · van Eerd · Frazer · Gálviz · Iparragirre · Miño · Mora · Niño · Pria · Riveros · dos Santos · Sarmiento · Ulloa · Wacker · Samuel (stagiair)
Abdul Halil · Azman · Cahyadi · Ewart · Misbah · Niño · Othman · Page · Pérez · Saharil · Vogt · Zakaria · Zariff